# Альянс держав Сахеля
Альянс держав Сахеля (фр. L'Alliance des États du Sahel) — військовий союз між хунтами Малі, Буркіни-Фасо і Нігеру, створений 16 вересня 2023 року, метою якого є захист країн від повстань чи зовнішньої агресії.

## Історія
26 липня 2023 року в Нігері стався військовий переворот, через що до влади прийшла військова хунта. Багато країн, в тому числі Україна, засудили військовий переворот. Економічне співтовариство країн Західної Африки (ECOWAS) погрожувала хунті Нігеру ввести іноземні війська в країну для наведення порядку, якщо ті не повернуть законну владу.
16 вересня 2023 року військова хунта Нігеру разом з військовими хунтами Буркіни-Фасо і Малі підписали угоду про безпеку, в якій заявили про створення Альянсу держав Сахеля, метою якого є допомагати одна одній у разі будь-якого повстання або зовнішньої агресії.
6 липня 2024 року війскові хунти Малі, Буркіна-Фасо і Нігеру утворили Конфедерацію Країн Сахелю, спрямовану на посилення політичної та економічної інтеграції. Цей крок, що фактично розділив Західну Африку на протилежні альянси демократій і військових правителів, відбувся після того, як хунти самостійно розірвали військові зв'язки з Францією і США. Вони також посилили співпрацю з Росією, Іраном і Туреччиною після військових переворотів останніх років.
Прийняття спільної валюти для країн організації в результаті інтеграції призведе до втрати чинності франка CFA, який підтримує зв’язок із колишньою колоніальною державою Францією.
У березні 2025 року три країни організації - Малі, Нігер і Буркіна-Фасо - разом вийдуть з Міжнародної організації франкофонії..